# Пупышев, Николай Васильевич
Никола́й Васи́льевич Пу́пышев (11 декабря 1906, Опарино, Вологодская губерния — 20 марта 2002, Москва) — советский военный деятель, генерал-лейтенант (1944).

## Биография
Родился в 1906 году в Опарине (ныне — в Кировской области). Член ВКП(б) / КПСС с 1929 года.
С 1928 года служил на политических должностях в Рабоче-крестьянской Красной Армии; участник боёв на реке Халхин-Гол. Начальник политотдела курсов переподготовки руководящих работников парткомитетов, исполнял должность начальника Военно-политического училища им. В. И. Ленина.
В 1941 году — старший инспектор, в 1941—1946 — начальник Управления кадров ГлавПУР РККА, одновременно в 1943—1946 — заместитель начальника ГлавПУР. Генерал-майор (06.12.1942), генерал-лейтенант (07.02.1944).
В 1946—1947 годы — член Военного совета Приволжского военного округа, в 1950—1954 — начальник Главного политуправления ВМС, в 1954—1958 — заместитель начальника политуправления ВМС. С 1958 года — начальник политотдела, с 1961 — секретарь парткома Военной академии имени Фрунзе. В 1970 году вышел в отставку.
Автор воспоминаний (1986), в которых подробно рассказывает о своих руководителях А. Щербакове и И. Шикине.
Умер в Москве в 2002 году; похоронен на Пятницком кладбище рядом с женой.

### Семья
Жена — Анна Степановна Пупышева-Броновицкая (1912—1998), дочь С. А. Броновицкого (1886—1962).

## Избранные сочинения
- Пупышев Н. В. В памяти и в сердце : [О нач. Гл. полит. упр. Красной Армии в 1942—1945 гг. А. С. Щербакове] / [Лит. подгот. текста Г. П. Солоницына]. — М. : Воениздат, 1986. — 278 с.

## Награды
- два ордена Ленина (7.2.1943[3], …)
- орден Октябрьской Революции
- два ордена Красного Знамени (24.6.1944[4], …)
- орден Отечественной войны I степени
- орден Трудового Красного Знамени
- орден Красной Звезды[5]
- медали, в том числе:
  - «За оборону Москвы» (19.7.1945)[6]
  - «За победу над Германией» (19.7.1945)[7]